# Nomina sacra

IHS o JHS Cristograma del cristianisme occidental

Nòmina sacra, és una locució llatina, plural de nomen sacrum que significa «noms sagrats». Aquest terme designa abreviatures de l'escriptura dels noms de Déu o dels títols d'ús comú a les sagrades escriptures en grec antic. Noms sagrats poden ser Déu, Senyor, Jesucrist, Fill, Esperit, David, Pare, el Salvador...
A partir del segle ii, els nomina sacra en les inscripcions cristianes de vegades s'escurcen, donant lloc a seqüències de lletres gregues com IH (iota-eta), IC (iota-sigma), o IHC (iota-eta-sigma) de Jesús (en grec Iesous), i XC (chi-sigma), XP (chi-ro) i XPC (Chi-Rho-sigma) de Crist (Christos grec). Aquí «C» representa la forma «semilunar» del sigma grega. Sigma també podria ser transcrit a l'alfabet llatí pel so, donant IHS i XPS
Aquesta tradició també s'observa en els manuscrits de l'Antic Núbia i l'Alfabet ciríl·lic.

## Llista delsNomina Sacragrecs
| Nom              | Paraula grega | Nominatiu (subjecte) | Genitiu (possessiu) |
| Déu              | Θεός          | ΘΣ                   | ΘΥ                  |
| Senyor           | Κύριος        | ΚΣ                   | ΚΥ                  |
| Jesús            | Ἰησοῦς        | ΙΣ                   | ΙΥ                  |
| Crist            | Χριστὸς       | ΧΣ                   | ΧΥ                  |
| Fill             | Υἱός          | ΥΣ                   | ΥΥ                  |
| Esperit/Fantasma | Πνεῦμα        | ΠΝΑ                  | ΠΝΣ                 |
| David            | Δαυὶδ         | ΔΑΔ                  |                     |
| Creu/Estaque     | Σταυρός       | ΣΤΣ                  | ΣΤΥ                 |
| Mare             | Μήτηρ         | ΜΗΡ                  | ΜΗΣ                 |
| Pare             | Πατήρ         | ΠΗΡ                  | ΠΡΣ                 |
| Israel           | Ἰσραὴλ        | ΙΗΛ                  |                     |
| Salvador         | Σωτὴρ         | ΣΗΡ                  | ΣΡΣ                 |
| Home             | Ἄνθρωπος      | ΑΝΟΣ                 | ΑΝΟΥ                |
| Jerusalem        | Ἱερουσαλήμ    | ΙΛΗΜ                 |                     |
| Cel/Cels         | Οὐρανὸς       | ΟΥΝΟΣ                | ΟΥΝΟΥ               |